# Buckingham Palace
Buckingham Palace är den brittiska monarkens officiella residens i London, England, och inrymmer även hovstaterna och kungahusets övriga förvaltning. Representationsrummen utgör kärnan i palatset och används regelbundet av regenten och medlemmar av kungahuset för officiella ändamål. Palatset spelar en central roll för statsbesök, kungliga mottagningar, audienser, ordensförläningar och andra statsceremonier. Mer än 50 000 personer besöker palatset varje år. Buckingham Palace är en av världens mest kända byggnader, och en viktig turistattraktion för London. Det utgör också en samlingspunkt vid nationella kriser och firanden. I brittisk press är "Buckingham Palace" eller "The Palace" en vanlig metonym för kungahuset.

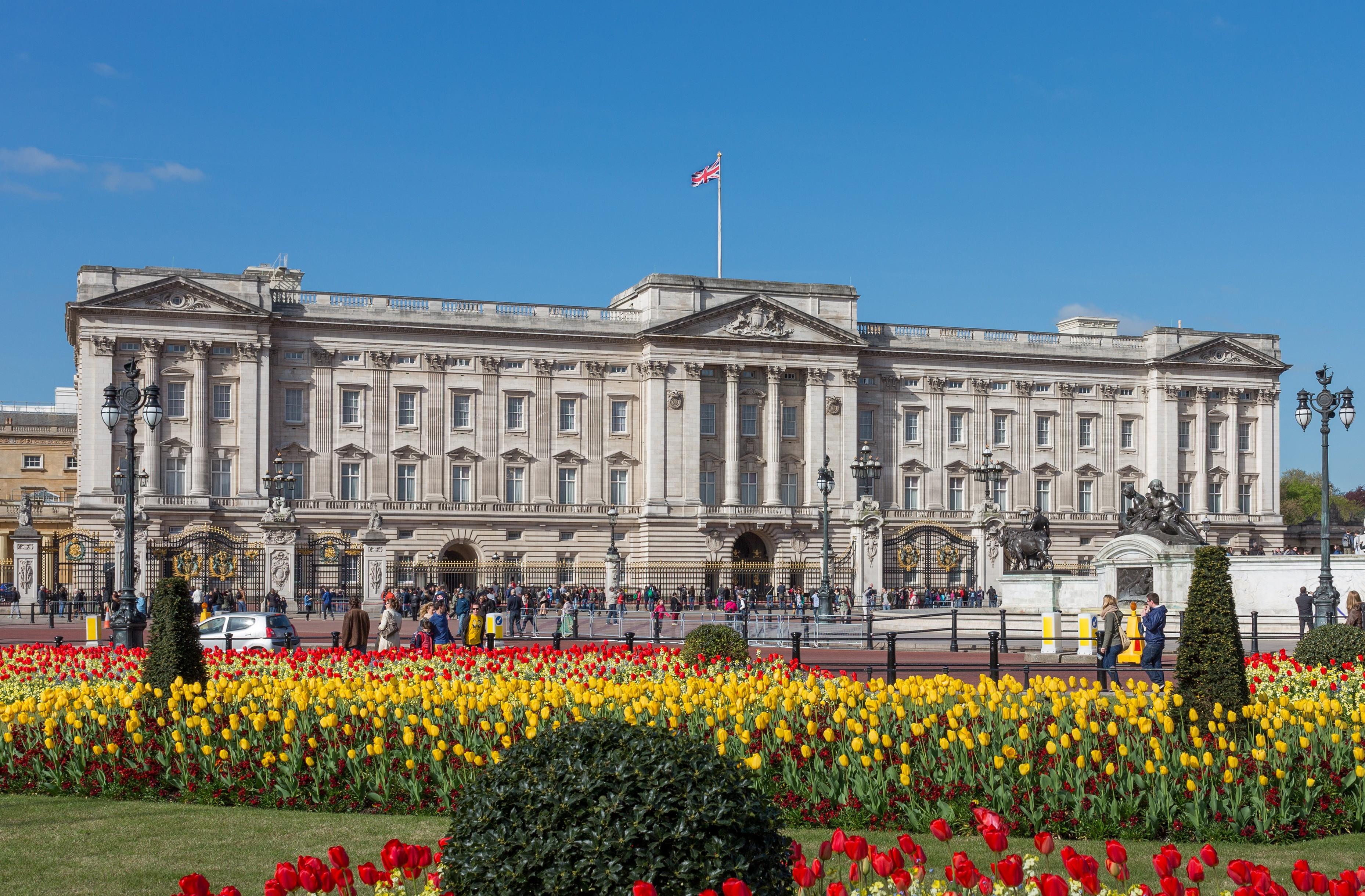
Buckingham Palace och Victoria Memorial. Denna huvudfasad från 1850 av Edward Blore, den östliga framsidan, gjordes om 1913 av Sir Aston Webb.

Palatset uppfördes ursprungligen som ett privatpalats för hertigen av Buckingham år 1703. Huset, som då gick under namnet Buckingham House, förvärvades av kung Georg III 1762 som privatresidens. Under de följande 75 åren byggdes palatset ut, med John Nash och Edward Blore som huvudsakliga arkitekter. Buckingham House utgör kärnan i dagens palats, men tre nya flyglar uppfördes och bildade en central borggård.
Vid drottning Viktorias trontillträde 1837 blev Buckingham Palace den brittiska monarkens officiella palats. De sista större tillbyggnaderna gjordes i slutet av 1800-talet och början av 1900-talet, då den stora östra flygeln mot The Mall lades till. Den förra slottsporten Marble Arch flyttades till sin nuvarande plats nära Speakers' Corner i Hyde Park. Den östra fasaden gjordes om i portlandsten 1913, som en bakgrund till Victoria Memorial. Därmed hade Buckingham Palace fått sitt nutida utseende med den kända balkongen.
Inredningen är till stora delar bevarad från det tidiga 1800-talet, med färgsprakande stucco lustro och färgstarka material som blå och rosa lapis lazuili. Många av de mindre mottagningsrummen är möblerade i kinesisk stil med möbler och inredning från Royal Pavilion i Brighton och från Carlton House. I början av 1900-talet lät kung Edvard VII nyinreda delar av palatset i gräddvitt och guld i belle époque-stil.
Buckingham Palace Gardens är den största privata trädgården i London och utformades ursprungligen av Capability Brown, men gjordes om av William Townsend Ailton från Kew Gardens och John Nash. Den konstgjorda sjön färdigställdes 1828 och fylldes med vatten från Serpentine, en sjö i Hyde Park.

## Historia

### Platsen

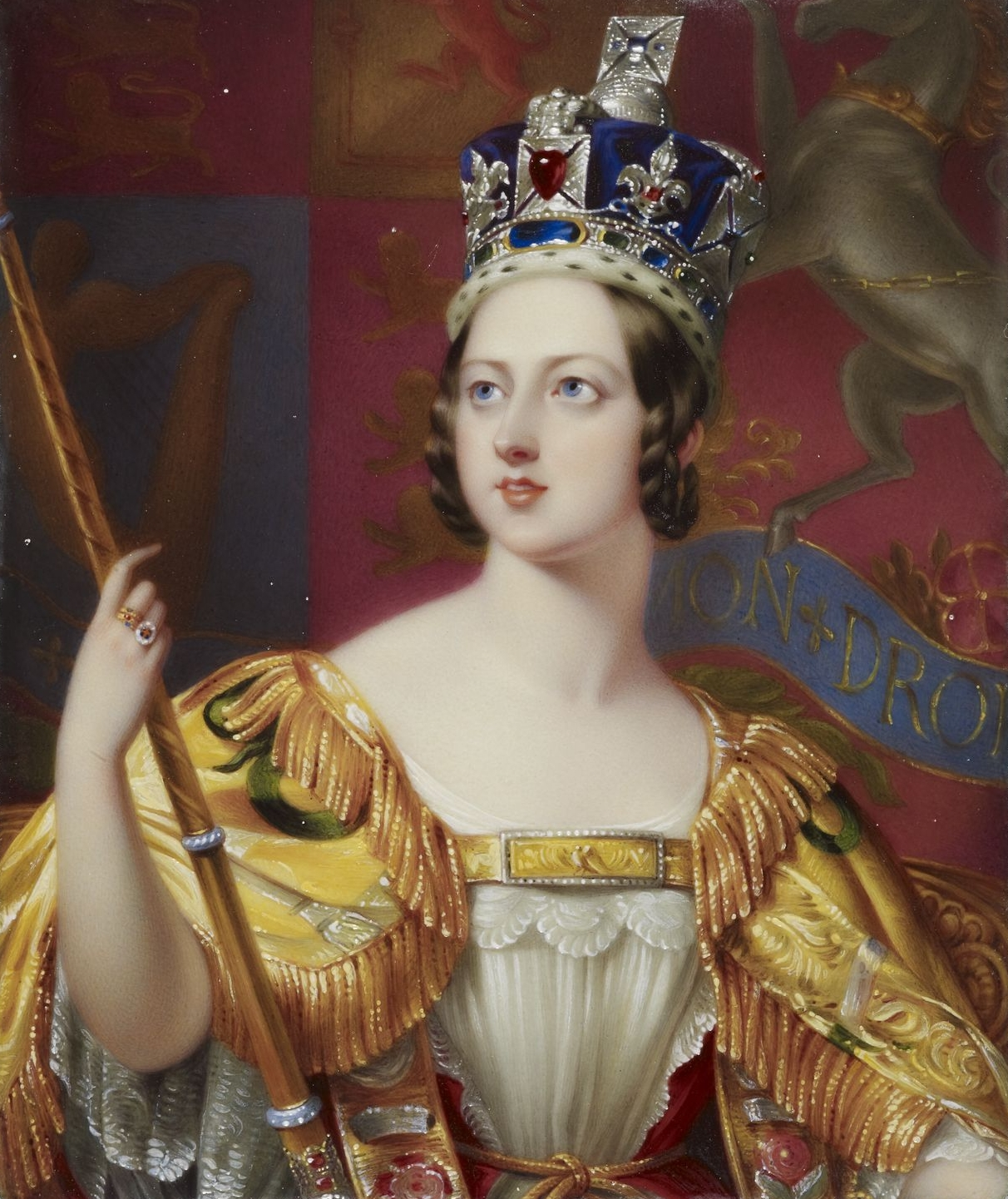
Drottning Viktoria, den första monark som hade sitt officiella residens på Buckingham Palace, flyttade in i det då nyligen färdigställda palatset vid sitt trontillträde 1837.

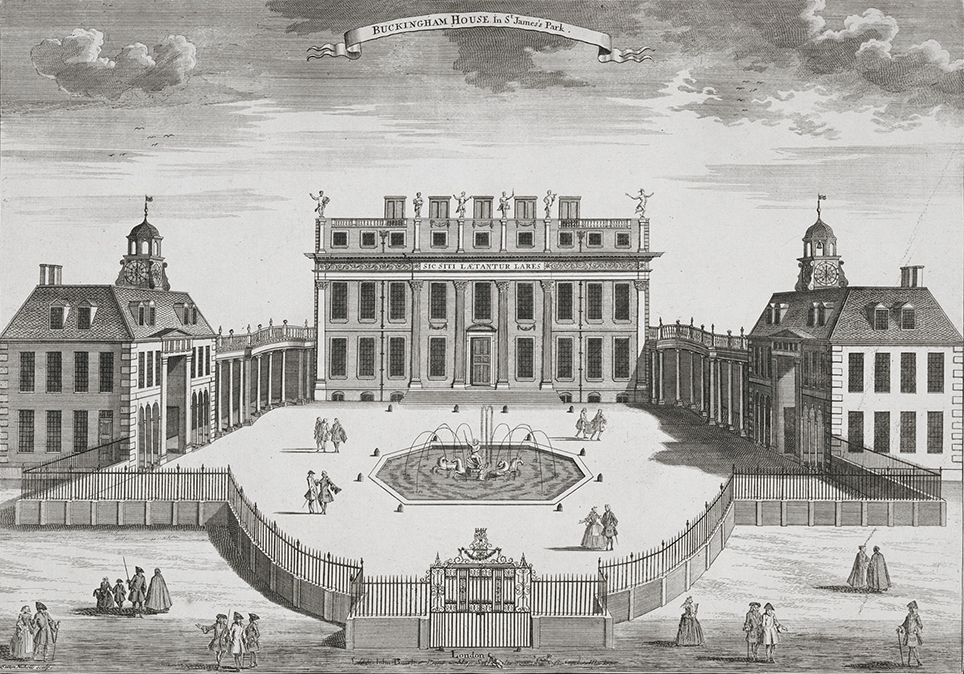
Buckingham House cirka 1710 som det utformades av William Winde åt den första hertigen av Buckingham och Normanby. Denna fasad utvecklades till dagens huvudingång på den västra (inre) sidan av fyrhörningen, med Green Drawing Room ovan.

Under medeltiden var platsen för nuvarande Buckingham Palace en del av Manor of Ebury (även kallad Eia). Träskmarken bevattnades av floden Tyburn, som fortfarande rinner nedanför palatsets borggård och södra flygel. Vid en vadplats - Cow Ford (Ko-vadplatsen)- växte byn Eye Cross upp. Platsen har bytt ägare många gånger. Bland ägarna finns Edvard Bekännaren och hans maka drottning Edith och efter den normandiska erövringen kom den i Vilhelm Erövrarens händer. Vilhelm gav den till Geoffrey de Mandeville. Mandeville testamenterade ägorna till munkarna i Westminster Abbey.
1531 förvärvade kung Henrik VIII Hospital of St James (senare St. James's Palace), från Eton College och 1536 mottog han Manor of Ebury från Westminster Abbey och platsen var åter i kungliga händer för första gången sedan Vilhelm Erövraren gett bort den nästan femhundra år tidigare.
Olika arrendatorer hyrde det från kungliga ägare och ägorna var föremål för fastighetsspekulationer under 1600-talet. Vid den tiden hade den gamla byn Eye Cross förfallit och området låg huvudsakligen öde. Kung Jakob I, som var i behov av pengar, sålde av en del av marken, men behöll en del där han grundlade en 4 acre stor mullbärsträdgård för silkesproduktion (detta var i det nordvästra hörnet av det nuvarande palatset.) Clement Walker antyder i Anarchia Anglicana (1649) att trädgården kan ha varit en plats för orgier.
I slutet av 1600-talet ärvde Mary Davies ägorna från fastighetsmagnaten Sir Hugh Audley.

### De första byggnaderna på platsen
Det första huset som uppfördes på platsen var möjligen Sir William Blakes, kring 1624. Nästa ägare var Lord Goring, som utvidgade Blakes hus och anlade stora delar av dagens trädgård, då känt som Goring Great Garden. Han lyckades dock inte få besittningsrätt över mullbärsträdgårdarna. Goring kände inte till att dokumentet inte hunnit godkännas av Karl I innan denne flydde London 1640. (Det var denna viktiga försummelse som hjälpte den brittiska kungafamiljen att återfå besittningsrätten under kung Georg III.)
Den oförsiktige Goring försummade dock att betala arrende och earlen av Arlington kunde därmed förvärva godset, som vid denna tid var känt som Goring House. Earlen av Arlington var bosatt där då det brann ned 1674. Arlington House – det nuvarande palatsets södra flygel - byggdes upp på platsen följande år och besittningsrätten såldes 1702. Huset som utgör det nuvarande palatsets arkitektoniska kärna byggdes åt den förste hertigen av Buckingham och Normanby 1703 efter William Windes ritningar. Det blev en stor trevåningsbyggnad med två mindre flankerande tjänsteflyglar.
Buckingham House, som det kom att kallas, såldes 1762 av Buckinghams ättling, Sir Charles Sheffield, till kung Georg III för 21 000 £. (Som sin farfar, Georg II, vägrade Georg III att sälja mullbärsträdgården, så Sheffield hade inte kunnat förvärva full besittning över platsen.) Huset var ursprungligen tänkt som en tillflyktsort för kungafamiljen, främst drottning Charlotte, och det blev känt som "The Queen's House" ("Drottningens hus"). St. James's Palace var fortfarande det officiella och ceremoniella kungliga residenset. Mottagandet av utländska ambassadörer kallas fortfarande "Court of St. James's", även om det är på Buckingham Palace som de presenterar sina kreditiv och personal för drottningen vid sitt utnämnande.

### Från hus till palats

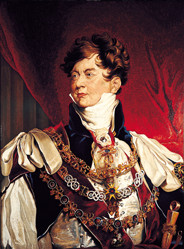
Georg IV gjorde om Buckingham House till ett palats.

Drottning Charlotte avled 1818 och Georg III 1820. Den slösaktige Georg IV beslutade att förstora Buckingham House för att användas tillsammans med St. James's Palace så som hans far hade gjort, men 1826 beslutade han att göra om huset till ett fullt utrustat kungligt slott. Han anlitade John Nash för att förverkliga sina visioner. Palatset som uppfördes utgjorde tre sidor kring en öppen cour d'honneur, med det tidigare Buckingham House som huvudbyggnad. Den nya delen fick en fasad i Bathsten, med utsökta detaljer i fransk neoklassicistisk stil. Detta var i stort sett det nutida palatset, men utan den stora östliga fasaden mot The Mall som nu omgärdar fyrhörningen.
På platsen för den nutida östliga framsidan, mellan två skyddande flyglar, stod en kolossal triumfbåge i racaccionemarmor, utformad efter Konstantinbågen i Rom. Denna båge, som hade kostat 34 450 pund att resa, tjänade som slottsport. Georg IV hade tänkt att den skulle krönas av en ryttarstaty i brons av honom själv. Men han avled innan den färdigställts och då parlamentet motvilligt betalat räkningen för den beslutade de att istället resa den i Hyde Park, där den fortfarande står. Inredningen i palatset skulle komma att bli i oöverträffad prakt. Georg fick inredningsråd av sir Charles Long, som förespråkade det utbredda bruket av scagliola i starka färger och blå och rosa lapis lazuli, med stuckaturpaneler i taken. Georg IV avled 1830, och de färgstarka och förgyllda nuvarande representationsvåningarna färdigställdes inte förrän under Kung Vilhelm IV:s regeringstid. 

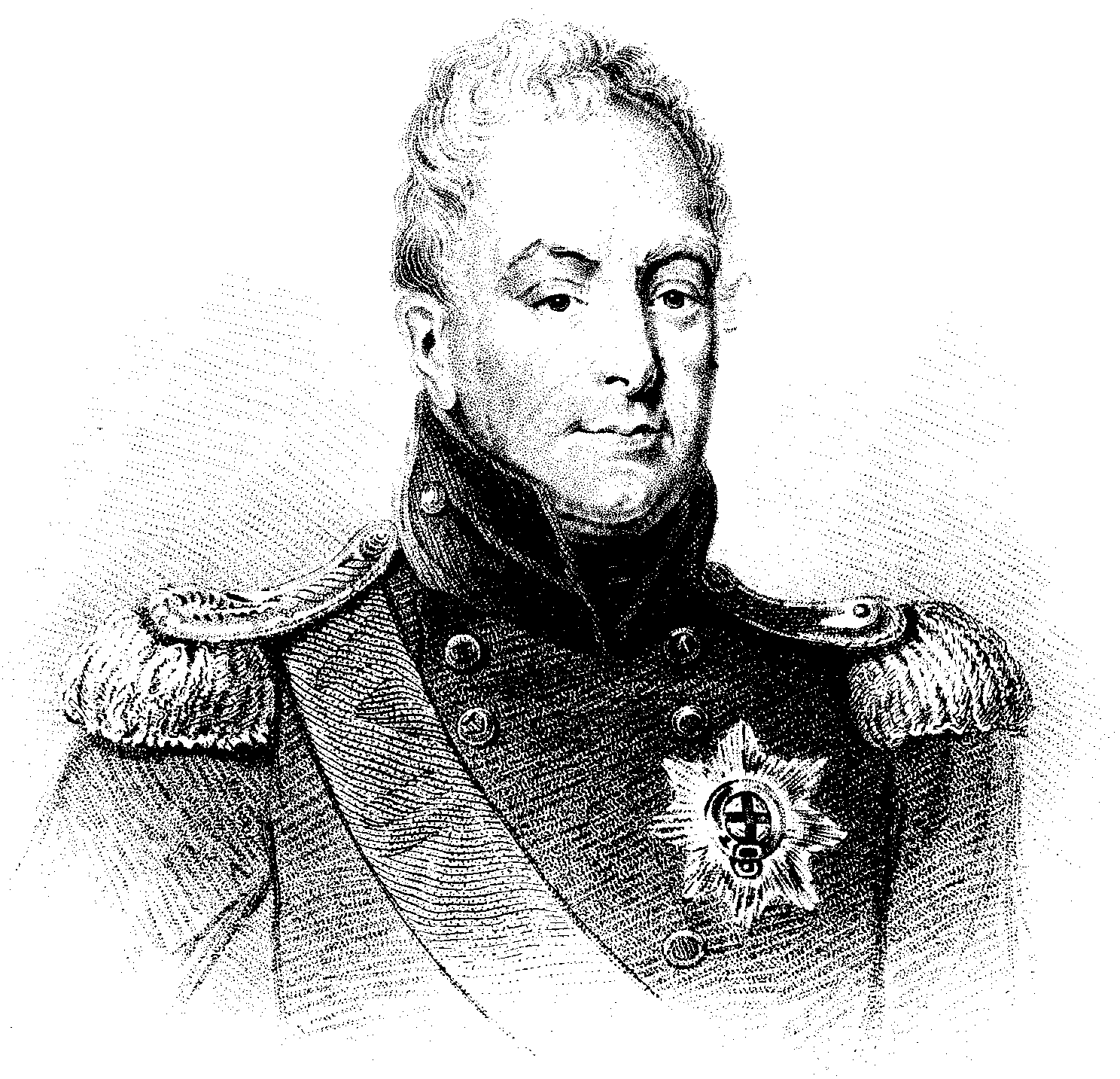
kung Vilhelm IV lät färdigställa palatset. Trots att hans och drottning Adelaides monogram pryder många rum, bodde de aldrig där.

Vid Georg IV:s död ledde de eskalerande kostnaderna för det fortfarande ej färdigbyggda palatset till oro både i parlamentet och pressen. Vilhelm IV avskedade Nash som arkitekt och anställde Edward Blore, som bättre passade den nye kungens mer återhållna smak. Han var en mindre idealistisk och mer affärsmässig arkitekt än Nash och behöll dennes bidrag och färdigställde palatset i en liknande stil, dock mer stadigt och mindre pittoreskt. Den slutliga kostnaden för nationen för ombyggnaden av Buckingham Palace var över 719 000 £.
Även om Vilhelm IV och drottning Adelaide höll många mottagningar och hov i representationsvåningarna, bodde de aldrig i palatset utan föredrog Clarence House, det mer blygsamma Londonresidens som de hade låtit bygga före trontillträdet. Då Houses of Parliament brann ned 1834, tänkte kungen att det ej färdigställda palatset skulle kunna bli en ny parlamentsbyggnad. (Erbjudandet avböjdes dock och Westminsterpalatset återuppbyggdes.)
Många av de mindre mottagningsrummen inreddes under Vilhelm IV:s regeringstid – så som de fortfarande ser ut – i kinesisk kejserlig stil, och eldstäder, prydnader och möbler tillvaratogs från Georg IV:s palats, Royal Pavilion i Brighton och Carlton House, efter hans död.

### Trädgård och ägor

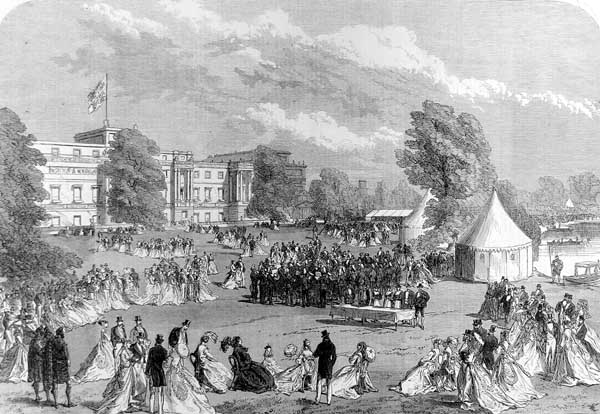
Ett garden party vid Buckingham Palace 1868.

Bakom palatset finns den stora parklika Buckingham Palace Gardens som är den största privata trädgården i London. Den var ursprungligen formgiven av Capability Brown, men gjordes om då palatset byggdes om av William Townsend Ailton från Kew Gardens och John Nash. Den stora konstgjorda sjön färdigställdes 1828 och fylldes med vatten från Serpentine i Hyde Park.
Precis som själva palatset är trädgården rik på konstverk. Ett av de mest anmärkningsvärda är Waterloo Vase, en stor urna som Napoleon I lät skapa till minne av sina erövringar. Den visades då den ej var färdigställd 1815 för kronprinsen av Ferdinand III, storhertig av Toscana. Kungen lät skulptören Richard Westmacott färdigställa den, i syfte att låta den bli blickfång i den nya Waterlookammaren på Windsor Castle. Men den drygt 4,5 meter höga och 15 ton tunga vasen var för tung för golven och den erbjöds till National Gallery. Museet återlämnade 1906 denna "vita elefant" till regenten. Edvard VII löste då problemet genom att ställa den utomhus i trädgården där den fortfarande står. I trädgården finns även ett litet sommarhus tillskrivet William Kent, från omkring 1740.
I juni 2002 bjöd drottningen för första gången under sin regeringstid in allmänheten till sin trädgård. Som en del av hennes Golden Jubilee Weekend fick tusentals britter ansöka om biljetter till Party at the Palace där gitarristen Brian May i bandet Queen spelade sitt "God Save The Queen"-gitarrsolo uppe på Buckingham Palace. Kvällen före hölls Prom at the Palace. 
Under drottningens 80-årsfirande 2006 hölls Children's Party at the Palace med 2000 barn i trädgården.
Drottningen håller många fester i trädgården sommartid för offentliga personer som är av nationellt intresse på något vis.
I anslutning till palatset finns Royal Mews, som också ritades av Nash, där de kungliga vagnarna, däribland Gold State Coach, står. Denna gyllene rokokovagn skapades av Sir William Chambers 1760, och har paneler målade av G. B. Cipriani. Den användes första gången av Georg III vid parlamentets öppnande 1762. Den används bara för kröningar och jubileumsfirande. Även de hästar som används vid kungliga ceremoniella processioner i London finns i Royal Mews.

## Monarkens hem

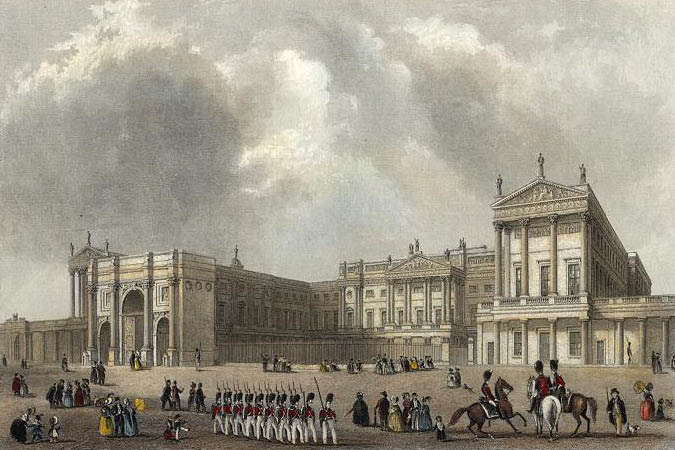
Palatset cirka 1837, med Marble Arch, som tjänade som en ceremoniell entré till palatsområdet. Den flyttades för att göra plats för den östra flygeln som byggdes 1847, och slöt fyrhörningen.

Buckingham Palace blev det kungliga huvudresidenset 1837 vid drottning Viktorias trontillträde. Hon var den första monarken som bosatte sig i palatset, då företrädaren Vilhelm IV hann avlida innan palatset färdigställts. Representationsvåningarna var rikt dekorerade, men i övrigt var det nya palatset något mindre överdådigt. Tekniska brister innebar att skorstenarna rök in så mycket att elden fick släckas. Ventilationen var undermålig, vilket ledde till problem med odörer. När gasbelysning installerades fanns oro över gasläckor på de lägre våningsplanen. Palatset har beskrivits som smutsigt. Efter att drottning Viktoria gift sig 1840 tog hennes make, prins Albert, sig an en omorganisation av hushållet och palatsets problem. Problemen åtgärdades redan samma år.
År 1847 ansåg paret att palatset blivit för litet för hovet och deras växande familj och lät bygga den nya flygeln, ritad av Edward Blore och byggd av Thomas Cubitt. På så sätt slöts palatset som en fyrhörningen. Östflygeln mot The Mall är i dag Buckingham Palace "ansikte utåt" och där finns den balkong varifrån kungafamiljen möter folkmassorna efter statsceremonier och vid Trooping the Colour. Även Balsalsflygeln och flera representationsrum byggdes även under denna tid, ritade av Nashs elev Sir James Pennethorne.
Före prins Alberts död uppskattade drottning Viktoria musik och dans och de största samtida musikerna uppträdde i Buckingham Palace. Felix Mendelssohn ska ha spelat där vid tre tillfällen. Johann Strauss d.y. och hans orkester spelade där då de var i England. Richard Strauss ‘'Alice Polka'’ uruppfördes på palatset 1849 till prinsessan Alices ära. Utöver de traditionella kungliga ceremonierna och utnämningar lät drottning Viktoria även anordna presentationer och större maskeradbaler på Buckingham Palace.
Drottning Viktoria lät flytta den tidigare statsentrén Marble Arch till sin nuvarande plats nära Speakers' Corner i Hyde Park. Efter att hon blivit änka 1861 drog sig drottningen tillbaka från offentligheten och bosatte sig på Windsor Castle, Balmoral Castle och Osborne House. Under denna period användes Buckingham Palace sällan. Folkviljan tvingade drottningen att så småningom återvända till London, men hon föredrog att bo någon annanstans när det var möjligt och hovuppgifter fortsatte att genomföras på Windsor Castle snarare än på Buckingham Palace.

### Interiör

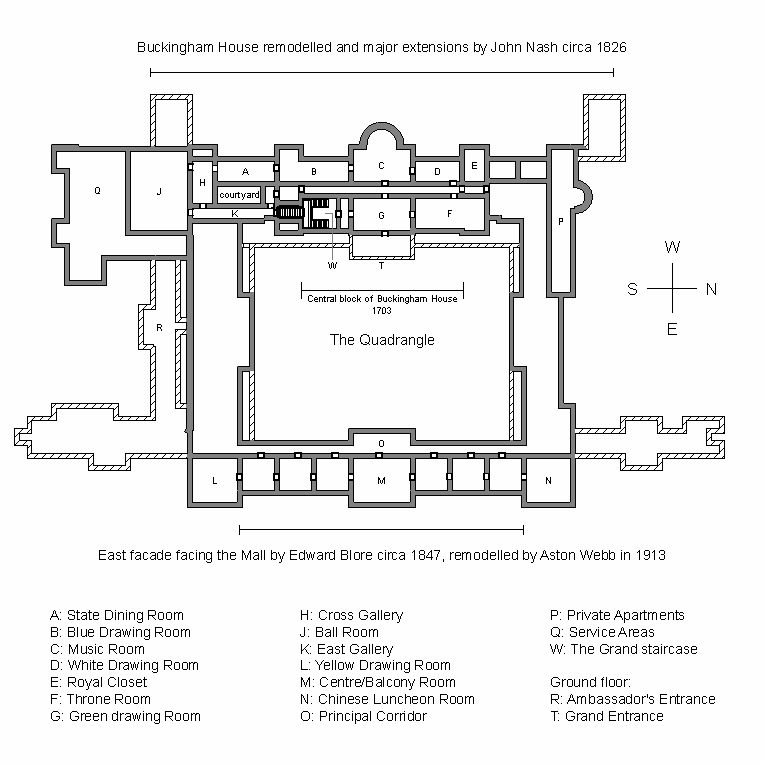
Piano nobile av Buckingham Palace. A: Statsmatsal; B: Blå salong; C: Musikrum; D: Vit salong; E: Kunglig garderob; F: Tronrum; G: Grön salong; H: Cross Gallery; J: Balsal; K: Östgång; L: Gul salong; M: Central/balkongrum; N: Kinesiskt lunchrum; O: Huvudkorridor; P: Privatgemak; Q: Serviceområden; W: Den stora trappan. På bottenplanet: R: Ambassadörsingången; T: Den stora ingången. De skuggade områdena är lägre mindre flyglar. (Notera: Detta är en icke skalenlig skiss och vissa rums proportioner kan skilja sig från verklighetens.)

Palatsets huvudrum finns i piano nobile bakom den västliga delen mot trädgården i palatsets bakre del. I mitten av de utsmyckade representationvåningarna ligger musikrummet, vars stora bågform dominerar fasaden. De vita och blå salongerna omger musikrummet. Det 50 meter långa bildgalleriet tjänar som en korridor mellan representationsrummen. Där finns verk av bland andra Rembrandt, van Dyck, Rubens och Vermeer.
I övre änden av den stora trappan finns vaktrummet, med en en vit marmorstaty av Prins Albert i romersk stil i en tribun med rader av gobelänger. Vid statscermonier och andra högst formella tillfällen förs gäster från vaktrummet genom den gröna salongen, som utgör ett större förmak till tronrummet, och in i själva tronrummet. Så väl tronrummet som den gröna salongen kan nås från bildgalleriet.

Direkt under huvudvåningen finns en samling mindre representationsrum som används i mindre formella sammanhang, till exempel vid luncher och privata audienser. Rummen nås från marmorhallen, och kan vara inredda och uppkallade efter särskilda händelser eller gästande besökare. Det gäller till exempel 1844-rummet, som inreddes till tsar Nikolaj I:s statsbesök. Bow Room är centralt beläget på våningen, och fungerade under drottning Elisabeths regeringstid som passage för de tusentals gäster som årligen deltog i drottningens Garden Parties i palatsets trädgård. En mindre svit av rum i den norra flygeln användes privat av drottningen.

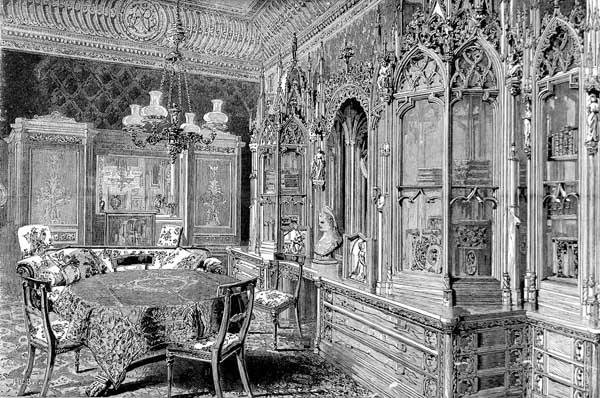
Prins Alberts musikrum, ett av palatsets mindre formella rum, 1887.

Mellan 1847 och 1850, då Blore byggde den nya östra flygeln, plundrades åter Brighton Pavilion på inredningsdetaljer och därför har många av rummen i den nya flygeln en tydlig orientalisk atmosfär. Det röda och blå lunchrummet är också uppbyggt av delar från bankett- och musikrummen från Brighton, och har även en eldstad därifrån som är mer indisk än kinesisk. Den gula salongen har tapeter från 1700-talet, vilka kom från salongen i Brighton Pavilion 1817. Spiselhyllan i detta rum, med nickande mandariner i nischer och skräckinjagande bevingade kinesiska drakar, ser ut på det sätt man med europeiska ögon antog att en sådan i kinesisk stil skulle se ut.

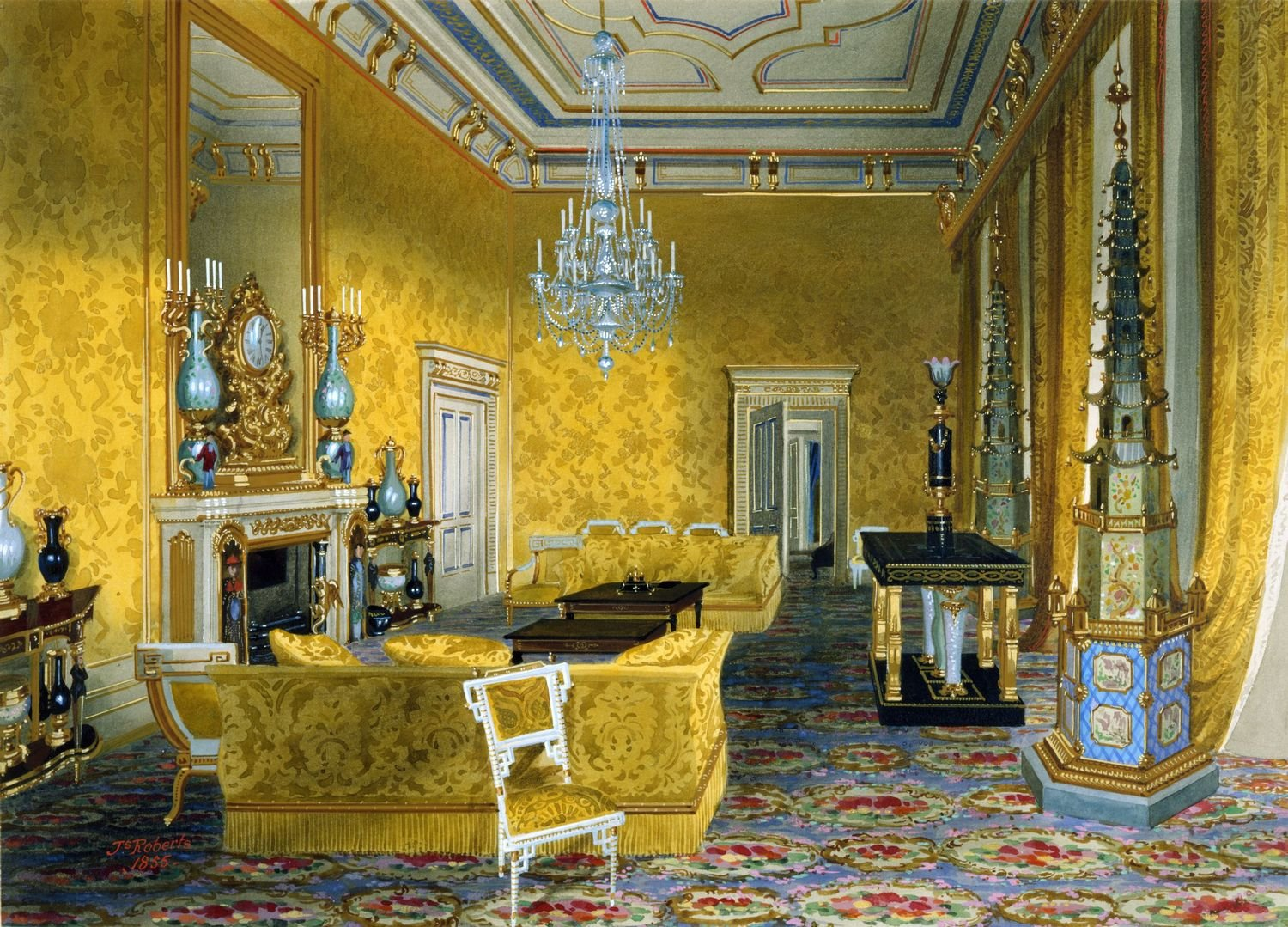
En akvarell av den Gula salongen från 1855.

I mitten av denna flygel finns centralsalongen i kinesisk stil, vilken förbättrades av drottning Mary i slutet av 1920-talet. Lackdörrarna togs från Brighton 1873. Från centralsalongen finns också utgången till palatsets balkong, som används för att möta folket vid ceremoniella tillfällen.
Längs den östra flygelns piano nobile finns ett enormt galleri känt som huvudkorridoren. Galleriet har spegeldörrar och speglar på de korsande väggarna som reflekterar porslinspagoder och andra orientaliska möbler från Brighton. Det kinesiska lunchrummet och den gula salongen ligger i vardera ände av detta galleri och centralrummet ligger självklart i mitten.
Besökande statsöverhuvuden som i dag besöker palatset bor i en svit kallad den belgiska sviten, som ligger på bottenplanet mot den norra trädgården. Dessa rum med korridorer förhöjda av kupoler  inreddes ursprungligen åt prins Alberts farbror Léopold I, belgarnas förste kung. Kung Edvard VIII bodde i dessa rum under sin korta regeringstid.

## Stats- och hovceremonier

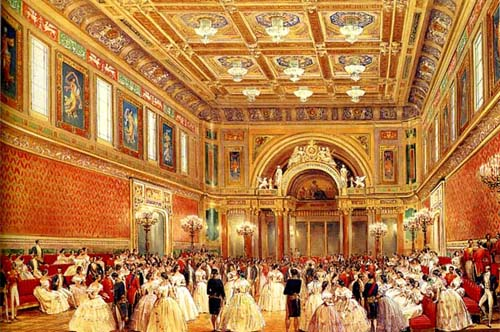
Statsbalsalen är det största rummet i Buckingham Palace. Det lades till av drottning Viktoria och används för ceremonier som utnämningar och statsbanketter. Denna bild är från 1856. Den polykroma färgskalan har ersatts av huvudsakligen vita dekorationer med gulddetaljer och röda textilier.

Stats- och hovceremonier anordnas regelbundet vid Buckingham Palace, under ledning av Lord Chamberlain of the Household, hovstatens chef. Vid formella tillfällen närvarar kungens hovdrabantgarde, Yeomen of the Guard, iklädda historiska uniformer i tudorstil.

### Ordens- och medaljförläningar
Inom ramen för det brittiska belöningssystemet anordnas årligen ett trettiotal ordens- och medaljförläningar (Investiture), där monarken eller en annan medlem av kungahuset personligen lämnar över medaljer och utdelar riddarslag till mottagarna. Sammantaget rör det sig om upp emot 2 600 mottagare per år som hedras.
Ceremonin genomförs i balsalen, palatsets största rum, som kommit att ersätta det mindre tronrummet i betydelse och användning. Monarken står på en upphöjning, under en kupolformad sammetsbaldakin som ursprungligen användes vid den statsceremoni där Georg V erkändes som kejsare av Indien, Delhi Durbar 1911. Mottagarna förs in i salen från ett sidogalleri, och går upp mot monarken för att motta hedersbetygelserna. Deras familj och vänner ser på, sittande i salen.
Vid riddardubbningen knäböjer mottagaren framför kungligheten, som låter sitt svärd röra vid först den högra och sedan den vänstra axeln. Varje utdelare använder ett svärd som de själva valt ut. Drottning Elisabeth använde ett svärd som tillhört hennes far, Georg VI.
Efter eventuella riddarslag fäster den utdelande kungligheten utmärkelsen på mottagarens bröst, gratulerar mottagaren och därefter sker ett kort samtal. Mottagaren lämnar balsalen genom en dörr på den motstående sidan.

### Statsbanketter
I samband med statsbesök anordnas statsbankett, en formell middag som äger rum i balsalen på statsbesökets första kväll. Klädseln är högtidsdräkt med ordnar. Borden dukas med stora servisen (Grand Service), gjord i förgyllt silver 1811 för dåvarande prinsen av Wales. Statsbankett planeras för 150–170 kuvert.
Den största statsbanketten vid Buckingham Palace hålls för den utländska diplomatkåren som ackrediterats till hovet vid St James slott, och hålls årligen i november. Vid dessa tillfällen kan så gott som samtliga representationsvåningarna användas, och kungahuset passerar genom de olika rummen för att samtala med gästerna.

### Ackreditering av diplomater
Mottagande av nya utländska ambassadörer sker vanligen i 1844 års rum (The 1844 Room), så kallat efter 1844 års statsbesök av tsar Nikolaj I av Ryssland.
Statschefen tar först emot ambassadören, som efter att ha presenterats överlämnar sina kreditivbrev. Efter ett kortare samtal kan även ytterligare ambassadpersonal hämtas in för att presenteras för statschefen, innan audiensen avslutas.

### Kronrådets sammanträde
Kronrådet består av ett stort antal livstidsutnämnda ledamöter, men vid sammanträdena deltar endast de ledamöter som vid tillfället tjänstgör i regeringen. Beroende på underliggande reglering kan regeringen själv fatta många beslut i Kronrådets namn (Orders of Council), medan annan lagstiftning förutsätter att monarken deltar i mötet (Orders in Council). Sådana beslut kan fattas varhelst monarken befinner sig, men har under drottning Elisabeths tid ofta avhandlats vid Buckingham Palace. Författningen inleds därför ofta med orden "Given vid Buckingham Palaces".
En vanlig plats för Kronrådets möten är 1844 års rum.

### Andra hovceremonier
Tronsalen används för formella mottagningar, exempelvis vid jubileer. Kungliga bröllops- och familjeporträtt brukar kungahuset stå på den upphöjning i Tronsalen där tronerna är placerade.
Sedan palatskapellet förstörts under andra världskriget genom en flygbombning 1940 har kungliga dop ibland ägt rum i palatsets musiksalong. De tre första av drottning Elizabeths barn döptes där i en särskild gyllene dopfunt. Även prins William döptes i musiksalongen. Musiksalongen används även för större lunchmottagningar, tillsammans med riksmatsalen.  
Under drottning Elizabeths regeringstid har palatsets största tillställningarna varit de tre trädgårdsfester (garden parties) som anordnats varje sommar, med upp till 8 000 inbjudna gäster vid varje tillfälle. Gästerna bjuds te och smörgåsar i rader av öppna tält, och kan ströva fritt i trädgårdarna som annars inte är öppna för allmänheten. Vid en given tidpunkt gör drottningen och övriga medlemmar av kungafamiljen entré i trädgården, från the Bow Room. Efter att nationalsången spelats har de kungliga gått genom samlingen av gäster för att hälsa på och samtala med några av dem. Ytterligare andra utvalda gäster bjuds in till drottningens privata tetält.

### Modernisering av hovceremonielet

#### Klädkod
Klädkoden för den formella hovdräkten har stegvis blivit mer avslappnad. Under tidigare regeringstider bar de män som inte bar militär uniform knäbyxor i 1700-talsmodell. Kvinnornas aftonklädsel inkluderade obligatoriska släp och tiaror och/eller fjädrar i håret. Efter Första världskriget ville drottning Mary följa modet genom att göra kjolen kortare, till några centimeter över golvet, och bad därför en kammarjungfru att först korta sin kjol för att först se kungens reaktion. Kung Georg V blev upprörd och drottning Marys kjollängd förblev lång. Senare tillät kung Georg VI och drottning Elizabeth kortare kjolar dagtid.
Premiärminister Ramsay MacDonald från Labourpartiet blev 1924 den första man som tagits emot av monarken i palatset klädd i kostym. Detta var dock en engångshändelse, och den fastställda klädkoden förblev obligatorisk fram till Andra världskriget.
I dag finns ingen officiell fastställd klädkod. De flesta män som besöker Buckingham kvällstid bär smoking eller frack, beroende på hur formell tillställningen är. Om klädkoden är högtidsdräkt bär kvinnor tiara, om de äger en sådan.

#### Debutantbal
En av de första stora förändringarna gjordes 1958 då drottning Elizabeth II avskaffade presentationerna för debutanter. Dessa hovpresentationer av flickor från aristokratin ägde rum i Tronrummet. Debutanterna bar hovklädsel, med tre stora strutsfjädrar i håret, som påstås anspela på fjädrarna över prinsen av Wales vapensköld. Debutanterna steg in, neg, och utförde sedan en koreograferad gång baklänges medan de manövrerade ett släp av föreskriven längd.
Presentationerna ersattes i stället med flera och större garden parties för inbjudna personer från olika delar av det brittiska samhället.
Prinsessan Margaret lär ha sagt "Vi var tvungna att få ett slut på det, varenda slampa i London kom in." ("We had to put a stop to it, every tart in London was getting in") om debutantfesterna..

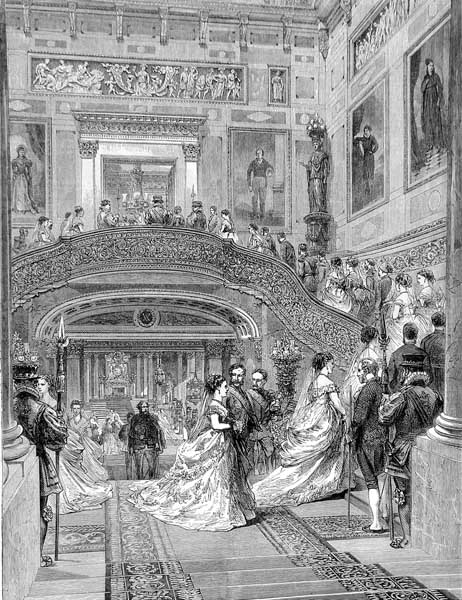
Denna teckning från 1870 visar gäster som går uppför den stora trappan.

#### Tillträde för allmänheten
Hovceremonierna genomgick under drottning Elizabeths regeringstid radikala förändringar och tillträde till palatset blev därmed inte längre ett privilegium enbart för överklassen.
Sedan 1993 har drottning Elisabeth öppnat upp representationsvåningarna för allmänheten under cirka två månader varje sommar, samt vid enstaka tillfällen under året. Visningsperioden svarar grovt mot drottningens årliga sommarvistelse vid Balmoral Castle i Skottland. Åtgärden har gjort det möjligt för britter och turister att ta del av det byggnadsminnesförklarade palatsets arkitektur och samlingar, samtidigt som biljettintäkterna ursprungligen användes för återuppbyggandet av Windsor Castle, där många representationsvåningar förstördes i en brand 1992.
Andra åtgärder för att öka allmänhetens tillträde är de trädgårdsfester som ersatt debutantbalerna (se ovan), och de stora utomhuskonserter som anordnats vid Buckingham Palace i samband med drottning Elisabeth II:s 50-, 60- och 70-årsjubileum som regent.

## Modern historia

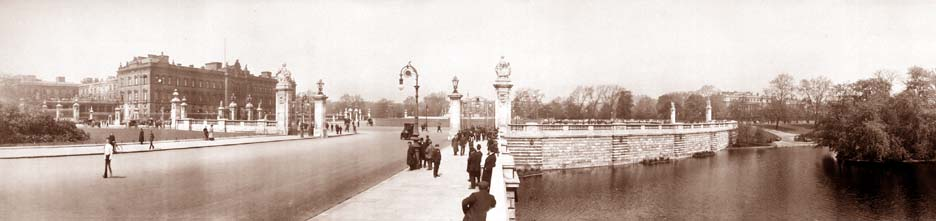
Panorama över Buckingham Palace 1909.

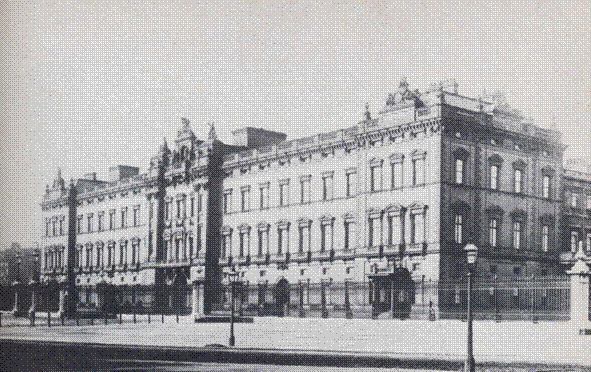
Den östra delen av Buckingham Palace färdigställdes 1850. Det förändrades till sin nuvarande form 1913, några år efter att denna bild från 1910 togs.

År 1901, då kung Edvard VII tillträdde, fick palatset nytt liv. Den nye kungen och hans hustru drottning Alexandra hade alltid befunnit sig i toppen av Londons societet och deras vänner, kallade "the Marlborough House Set", räknades som de mest eminenta och fashionabla i sin ålder. Buckingham Palace — balsalen, den stora entrén, marmorhallen, den stora trappan, vestibulerna och gallerierna som gjordes om i den belle epoquestil i gräddvitt och guld som de haft sedan dess — blev åter mittpunkten för det brittiska imperiet och en plats för majestätiska fester. Enligt John Martin Robinson anser många att kung Edvards stora omdekoration av palatset inte kompletterar Nashs originalverk på ett lyckligt sätt. De har dock fått vara kvar i över 100 år.
Den senaste större ombyggnationen ägde rum under kung Georg V:s regeringstid då Sir Aston Webb 1913 gjorde om Blores östra framsida från 1850 för att få den att delvis likna Giacomo Leonis Lyme Park i Cheshire. Denna nya huvudfasad (i Portlandsten) gjordes om för att utgöra en bakgrund till Victoria Memorial, ett stort minnesmonument för drottning Viktioria, utanför huvudgrindarna. Georg V, som hade efterträtt Edvard VII 1910, hade en mer allvarlig personlighet än fadern och mer tyngd lades nu på officiella tillställningar och kungliga plikter snarare än på överdådiga fester. Georg V:s maka drottning Mary var konstintresserad och ägnade sig åt de kungliga konstsamlingarna både genom att återställa och utöka dem. Drottning Mary lät även installera nya inventarier såsom ett par marmorspiselhyllor i empirestil av Benjamin Vulliamy, från 1810, som drottningen lät installera på bottenplanet i Bow Room, det enorma låga rummet i mitten av den delen som vetter mot trädgården. Drottning Mary lät även inreda den blå salongen. Detta 21 meter långa rum, som tidigare kallades den södra salongen, har en av Nashs vackraste tak och beskrivs av författaren och historikern Olwen Hedley, i boken Buckingham Palace, som palatsets vackraste. Det är större och mer överdådigt än både tronrummet och balsalen, som byggdes för att ta över den blå salongens ursprungliga funktion.

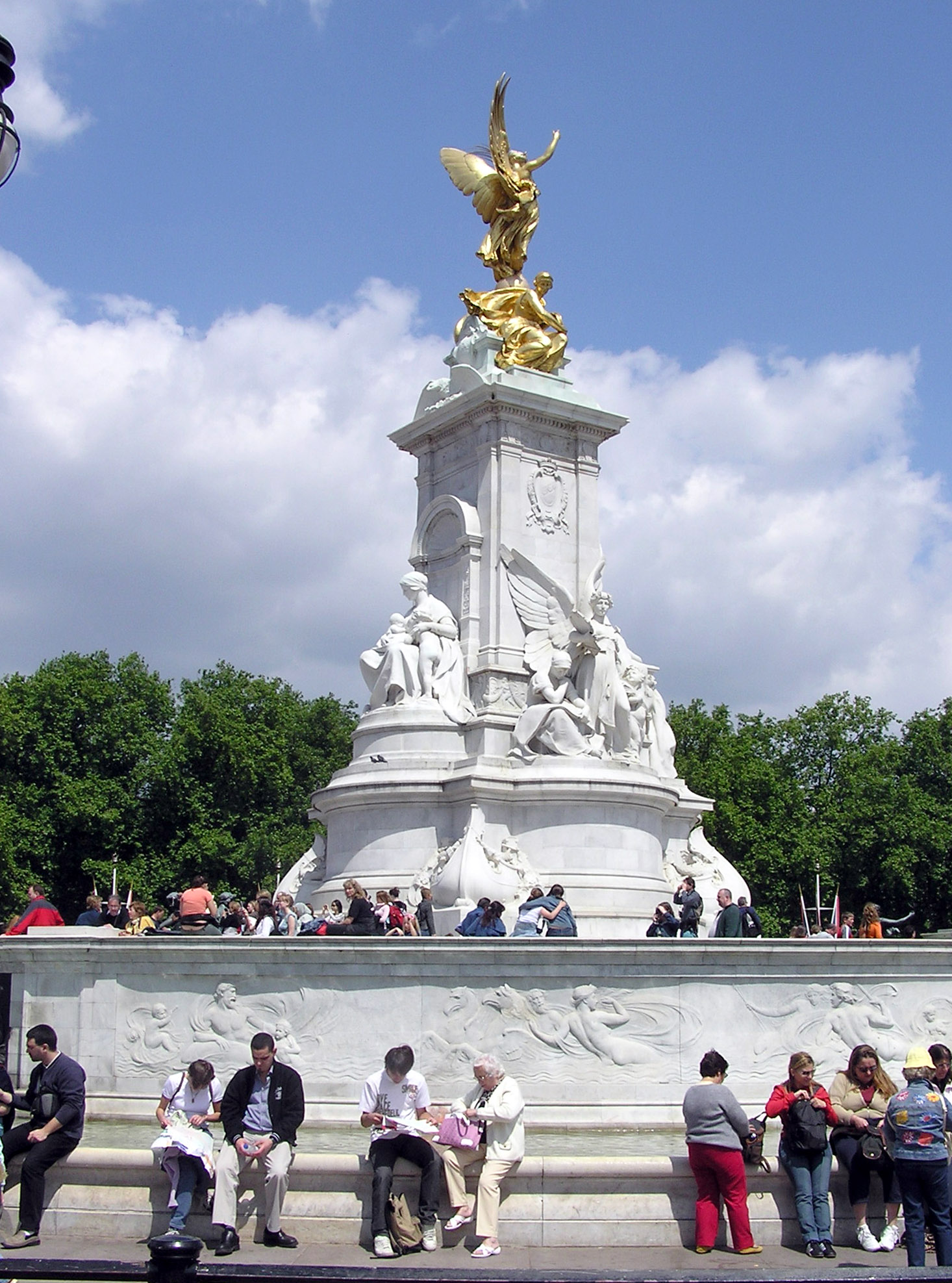
Victoria Memorial skapades 1911 av skulptören Sir Thomas Brock 1911 och restes vid huvudgrindarna vid Buckingham Palace på en pelare av arkitekten Sir Aston Webb.

Den sista större utbyggnaden av palatset skedde på 1850-talet. 1999 sades det att  palatset bestod av 19 representationsrum, 52 huvudsovrum, 188 personalsovrum, 92 kontor, och 78 badrum. Även om detta kan verka stort, är det litet jämfört med tsarens palats i Sankt Petersburg och Tsarskoje Selo, Apostoliska palatset i Rom, Kungliga slottet i Madrid samt även än det tidigare slottet Palace of Whitehall, och mycket litet jämfört med Förbjudna staden och Potalapalatset. Palatsets relativa litenhet ses främst från insidan, med utsikt över den inre borggården. En mindre ombyggnad skedde 1938 då den nordvästra paviljongen, som skapats av Nash, gjordes om till en badbassäng.
Under första världskriget undkom palatset, som då var kung Georg V och drottning Marys hem, oskadat. De mer värdefulla ägodelarna hade flyttats till Windsor, men kungafamiljen förblev in situ. Den största förändringen i hovlivet under denna tid var att regeringen övertalade kungen att offentligt och demonstrativt låsa vinkällaren och avstå från alkohol under kriget, för att vara en förebild för de lägre klasserna. De lägre klasserna fortsatte dock att dricka och kungen sägs ha varit rasande över sin påtvingade avhållsamhet. Edvard VIII berättade senare för en biografiförfattare att fadern tog ett glas portvin i hemlighet varje kväll och att drottningen hällde champagne i sin fruktsallad. Kungabarnen fotograferades vid denna tid då de serverade skadade officerare te i de närliggande Royal Mews.
Under andra världskriget klarade sig palatset sämre, det bombades inte mindre än sju gånger och var en avsiktlig måltavla. Nazisterna ville förstöra Buckingham Palace och därigenom sänka den brittiska nationens stridsvilja. En bomb slog ned i borggården medan kung Georg VI och drottning Elizabeth befann sig där, men även om många fönster gick sönder rapporterades inga allvarligare skador. Rapporteringen om sådana incidenter var under denna tid begränsade. Den allvarligaste och mest publicerade bombningen var förstörelsen av palatsets kapell 1940: denna händelse visades på biografer över hela England, för att visa rika och fattigas gemensamma lidande. Kungen och drottningen filmades då de inspekterade sitt bombade hem, med drottningen leende i hatt och matchande kappa. Det var vid denna tidpunkt som drottningen sade de berömda orden "Jag är glad att vi har bombats. Nu kan jag se East End i ansiktet" ("I'm glad we have been bombed. Now I can look the East End in the face").
15 september 1940 rammade RAF-piloten Ray Holmes ett tyskt plan som försökte bomba palatset, Holmes hade slut på ammunition och fattade snabbt beslutet att ramma det andra planet. Båda planen havererade och piloterna överlevde. Händelsen filmades. Planets motor visades senare upp på Imperial War Museum i London. Efter kriget blev den brittiske piloten en King's Messenger och han avled, 90 år gammal, 2005.
8 maj 1945, då andra världskriget i Europa var över, var palatset en samlingsplats för det brittiska firandet, med kungen, drottningen, prinsessan Elizabeth, den blivande drottningen, och prinsessan Margaret på balkongen med palatsets mörklagda fönster bakom dem och framför dem de hurrande massorna på The Mall.

### Säkerhet
Även om säkerheten kring kungafamiljen i dag är hög, har flera kända intrång skett, både på palatset och på palatsområdet. De kända vaktposterna i drottningens livgarde betraktas i allmänhet främst som ceremoniella, men de har alltid haft en säkerhetsroll. Palatset har en egen polisstation och kungafamiljen har alltid med sig egna säkerhetsvakter. Fotsoldatbataljonen vid Wellington Barracks befinner sig bara 275 m bort. Enheterna vid Chelsea Barracks (fotsoldater) och Hyde Park Barracks (kavalleri) befinner sig båda på omkring 1,2 km avstånd. 

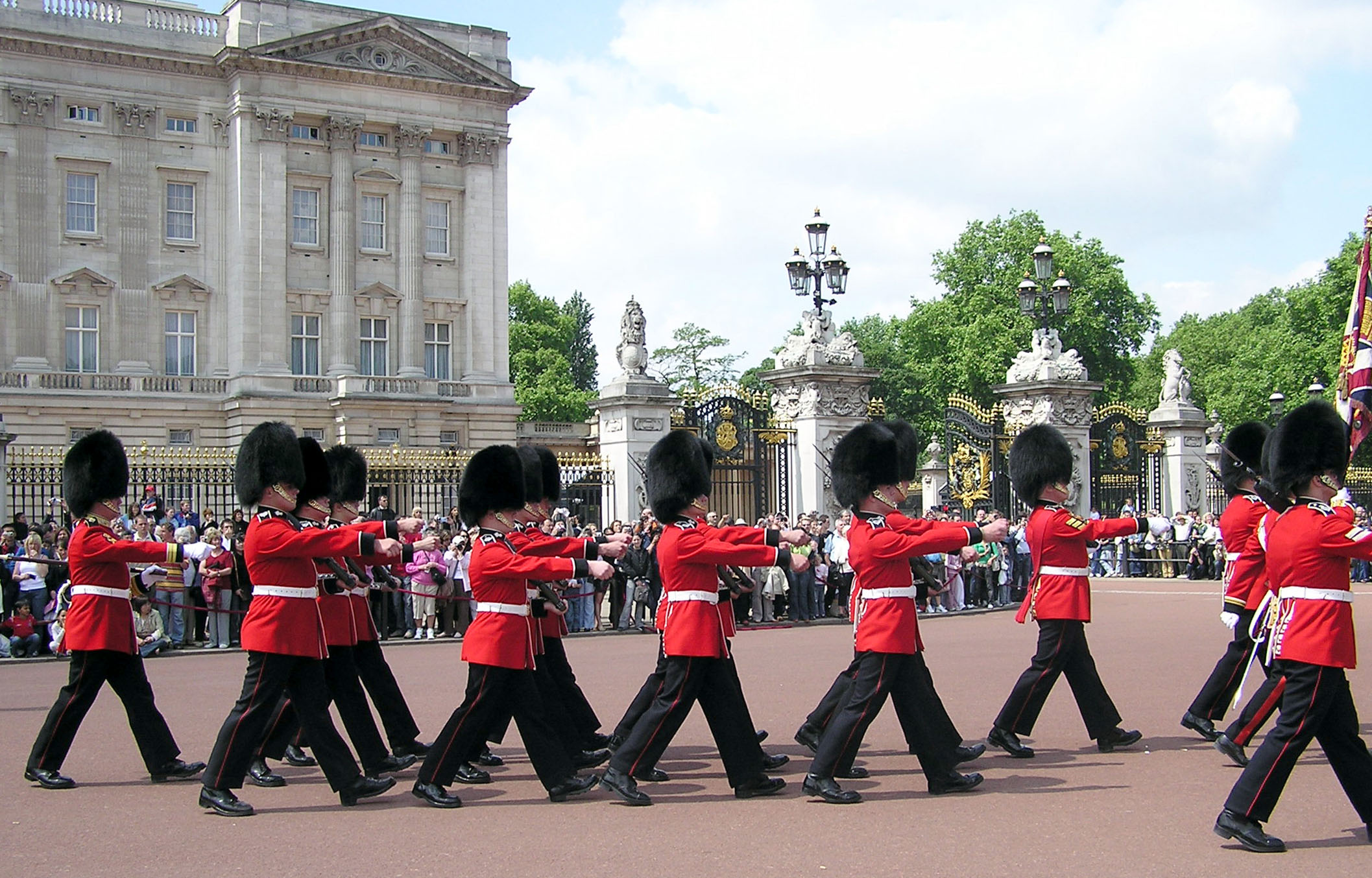
Livgardet marscherar ut ur Buckingham Palace i slutet av den dagliga vaktavlösningen.

En ökänd händelse inträffade 1982 då Michael Fagan tog sig in i drottningens sovrum då hon sov. 2003 arbetade en Daily Mirror-reporter, Ryan Parry, som tjänare på Buckingham Palace. En av de referenser som han uppgivit var falsk, och det verkar som de inte kontrollerats ordentligt. George W. Bush var på besök och bodde på palatset. Tidningen publicerade hemliga bilder från Bushs sovrum, drottningens frukostbord och Hertigens av York rum. Kungafamiljen stämde  Daily Mirror  för hemfridsbrott, och tidningen lämnade över sitt material och betalade en del av drottningens kostnader i en uppgörelse i november 2003.
De flesta missarna i säkerheten har skett utanför palatset. 1974 försökte Ian Ball att kidnappa prinsessan Anne under pistolhot då hon var på väg tillbaka till palatset. 1981 campade tre tyska turister i Buckingham Palace trädgård, efter att ha klättrat över de taggtrådsförsedda murarna, i tron att det var Hyde Park. 1993 klättrade kärnvapenmotståndare över murarna och höll en sittande protest på palatsets gräsmatta. 1994 landade en naken skärmflygare på byggnadens tak. 1995 rammade en student, John Gillard avsiktligt en av 1,5 tons smidesjärngrindarna från gångjärnen. 1997 vandrade en mentalpatient omkring på palatsområdet, vilket ledde till en översikt av säkerheten gjordes.
2004 utförde en medlem av gruppen Fathers 4 Justice, som kämpar för ensamstående pappors rättigheter, en protest då han klättrade på en avsats nära ceremonibalkongen på den östra fasaden, klädd som Batman. Vid samma tillfälle kunde en andra demonstrant, klädd som Robin, gripas innan han lyckades klättra upp på byggnaden. Han återvände i november klädd som Jultomten och kedjade fast sig vid en av lamporna vid huvudgrindarna.
Historiskt sett har det skett många misstag i säkerheten. Den otroligaste inträffade troligen 1837, då en tolvårig pojke, som har kommit att kallas The boy Cotton, lyckades bo i slottet ett helt år utan att bli upptäckt. Han gömde sig i skorstenar och smutsade ned de sängar han sov i. Han greps slutligen i december 1838, vilket ledde till diskussioner i parlamentet om den kungliga säkerheten. Av de åtta mordförsöken på drottning Viktoria ägde åtminstone tre rum innanför palatsets murar. I början av 1900-talet var framsidan av palatset en vanlig mötesplats för suffragetter, som kedjade fast sig i de förgyllda järnstaketen. Genom åren har åtskilliga inkräktare gripits på palatsområdet, däribland en person som friade till prinsessan Anne, och förklarades psykiskt sjuk.

### Palatset på 2000-talet
Buckingham Palace är inte bara kungens hem, utan är även Andrew, hertig av Yorks samt Edward, earl av Wessex och Sophie av Wessex’ londonresidens. Palatset inrymmer även kontor rörande monarkin och liknade.
Palatset är 450 personers arbetsplats. Omkring 50 000 personer besöker årligen palatsets garden parties, mottagningar, audienser och banketter. På framsidan av Buckingham Palace sker vaktavlösningen, en ceremoni som är en stor turistattraktion (dagligen under sommarmånaderna, varannan dag vintertid).
Buckingham Palace liksom övriga officiella residens, samt de officiella residensens konstsamlingar, tillhör nationen och ägs inte av drottningen personligen. Den ovärderliga inredningen, målningar och andra föremål, många av Fabergé, från Buckingham Palace och Windsor Castle kallas gemensamt De kungliga samlingarna. De ägs av nationen och kan ses av allmänheten vid de tillfällen palatset och slottet öppnas för visningar. The Queen's Gallery nära Royal Mews är öppet året runt och där visas ett föränderligt urval av föremål från samlingarna. Rummen där Queen's Gallery ligger är på den plats där det tidigare kapellet, som förstördes under andra världskriget, låg.
Att man på 1990-talet började att visa representationsrummen för allmänheten sommartid var en stor förändring av traditionerna. Entréavgifterna gick ursprungligen till återuppbyggnaden av Windsor Castle efter att en brand förstört många av dess representationsvåningar. Besöksturerna omfattar en del av palatset och dess trädgårdar.
Den ceremoniella vägen som leder upp till palatset som sträcker sig från Admiralty Arch, längs the Mall, runt Victoria Memorial till palatsets framsida. Beläggningens rödaktiga färg påminner om forna tiders röda matta. Som ett minnesmärke för drottning Viktoria används denna sträcka för parader och processioner med besökande statsöverhuvuden samt av kungafamiljen vid statshändelser som det årliga öppnandet av parlamentet. Processionerna går genom Admiralty Arch och upp på the Mall, som alltid är stängd vid dessa händelser.

## Big Royal Dig

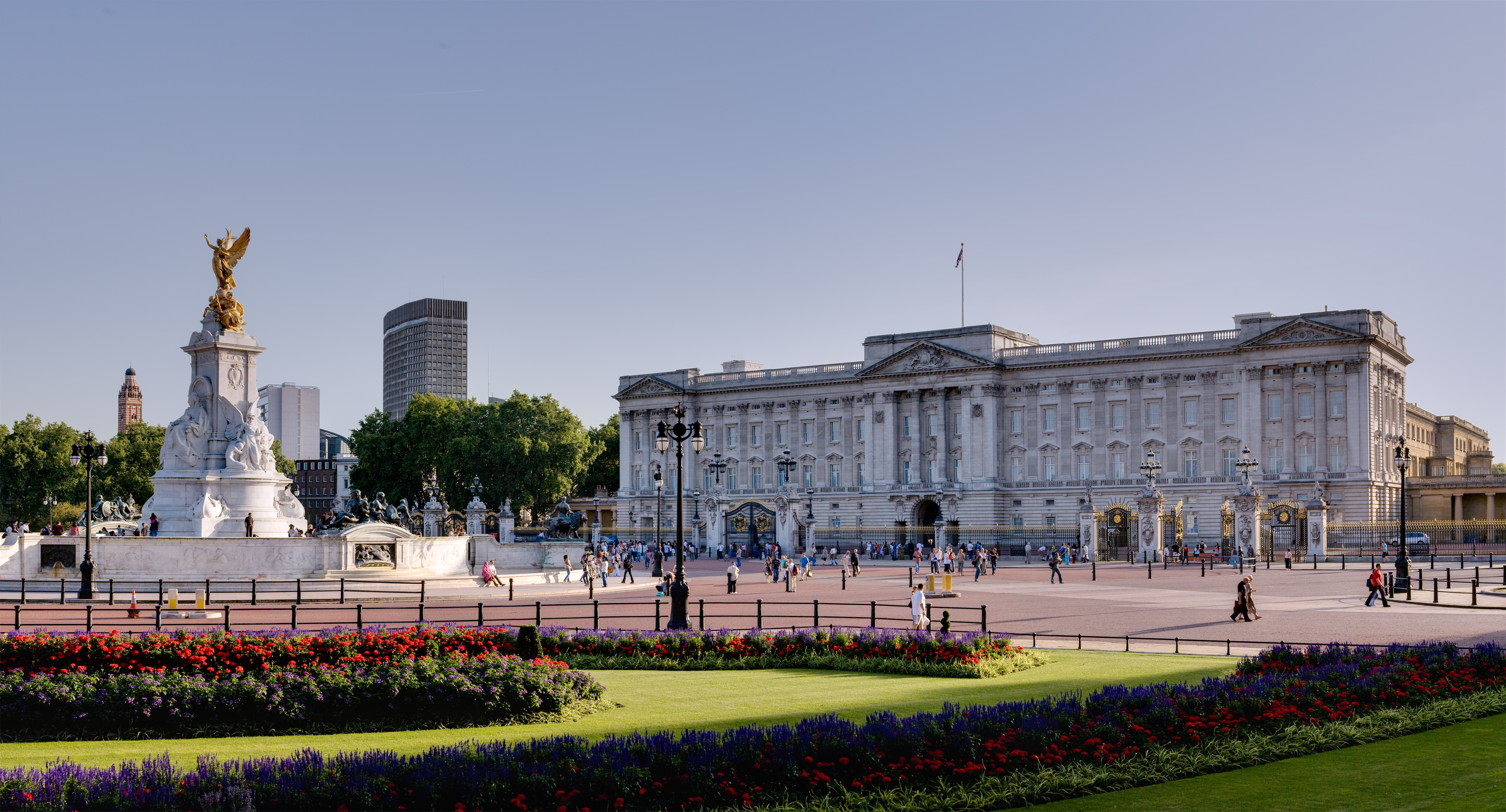
Buckingham Palace och Victoria Memorial i september 2006.

Som en del av firandet av drottningens 80-årsdag, utfördes "Big Royal Dig" av Time Teams arkeologer 25-28 augusti 2006 som gjorde några spektakulära grafiska rekonstruktioner av Buckingham Palaces historia. Den första grafiska rekonstruktionen visar hur östra framsidan av Buckingham Palace avlägsnats (i bakgrunden av bilden). Marble Arch, som ritades av arkitekten John Nash, som sedan flyttats, har digitalt återinsatts på sin ursprungliga plats. Det ligger ingen sanning bakom det vanliga påståendet att den flyttades för att den var för liten för drottning Viktorias vagn. Den gyllene statsvagnen kan passera genom triumfbågen, vilket kunde ses under drottning Elizabeth II:s kröningsprocession 1953.
Den andra grafiska rekonstruktionen kombinerar John Nashs palats med den ursprungliga Buckingham House-flygeln. (Den mer välbekanta östra delen av palatset befinner sig utanför bildkant till höger om bilden.)
Tyvärr lyckades inte Big Royal Dig att lyfta fram några spår av de tre tidigare residensen på platsen, Buckingham House (1703), Arlington House (1674) och Goring House (1633).